# قائد وحدة الاعتداء

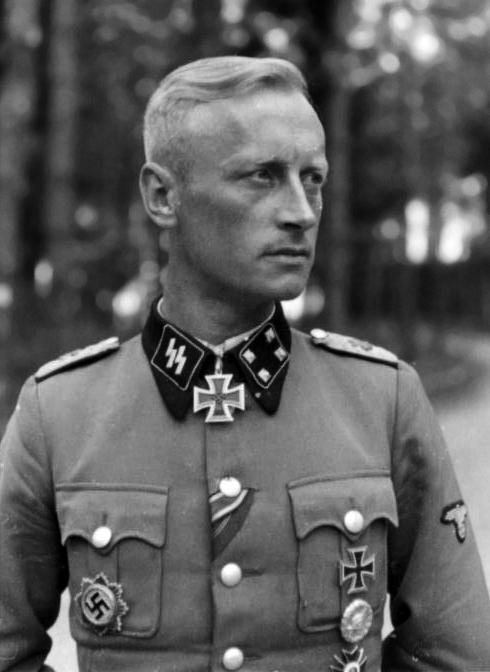
قائد وحدة الإعتداء في فافن إس إس

شتورمانفهرر أو قائد وحدة الاعتداء أو قائد وحدة العاصفة رتبة شبه عسكرية للحزب النازي تعادل رتبة الرائد تم استخدامها في العديد من المنظمات النازية مثل كتيبة العاصفة وشوتزشتافل وفيلق الاشتراكيين الوطنيين. تم اشتقاق الاسم من كتيبة صدمة الألمانية التي شاركت في الحرب العالمية الأولى.

## الظهور
ظهر اللقب للمرة الأولى في وحدة SA في عام 1921. ليصبح في عام 1928، بمثابة رتبة حقيقة داخل وحدات إس إس. كانت شارة الرتبة عبارة عن أربع نقاط فضية في منتصف رقعة طوق. ظلت الرتبة أدنى شأنا من رتبة شتاندارتن فوهرر حتى عام 1932، عندما ضمت الأخيرة إلى رتبة Obersturmbannführer.
تعادل رتبة قائد وحدة الاعتداء في فافن إس إس رتبة الرائد في فيرماخت.

## قواد وحدة الاعتداء
حصل على الرتبة كلا من فيرنر فون براون، صاحب الفضل في تطوير صاروخ فاو-2، وتصميم صاروخ ساتورن 5 لبرنامج الفضاء الأمريكي، وإبرهارد هيدر، وأوتو غونش، والعديد من مجرمي الحرب مثل أوتو فورشنر، قائد معسكر الاعتقال دورا ميتلباو.

## الشارات

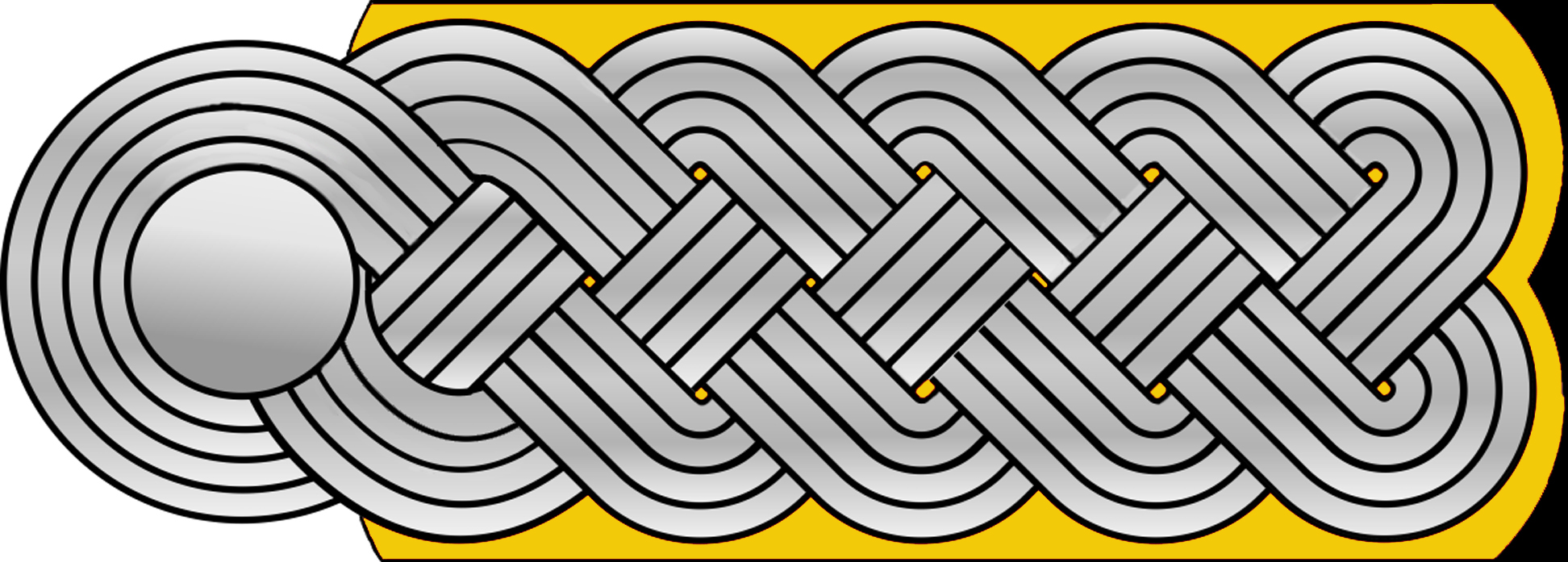
شارةالكتف
شارة العنق
شارة كتيبة العاصفة
شارة فيلق الاشتراكيين الوطنيين
شارة NSKK

## وصلات خارجية
- وثائقي عن وحدة الاعتداء في عهد هتلر- على اليوتيوب.